# X (canção de Nicky Jam e J Balvin)
"X" é uma canção do cantor estadunidense Nicky Jam e do cantor colombiano J Balvin. Escrito pelos dois cantores, Juan Vélez e seus produtores, Jeon e Afro Bros, foi lançado pela Sony Music Latin em 2 de março de 2018. É uma música dancehall e reggaeton, com um trompete e sintetizadores e elementos de reggae, pop e afrobeats. Uma versão em Spanglish da música foi lançada em 27 de abril de 2018. Em 28 de junho de 2018, uma versão remix com vocais dos artistas Maluma e Ozuna foi lançada. O áudio em anexo também foi lançado no canal do YouTube de Nicky Jam no mesmo dia.

## Vídeo musical
O videoclipe de "X" foi filmado em Miami e dirigido por Jessy Terrero. Foi lançado em 1 de março de 2018, na conta do YouTube do Nicky Jam. Mostra Nicky Jam e J Balvin dançando em um quarto colorido vibrante dentro de um avião. Em dezembro de 2018, o vídeo tinha mais de 1,4 bilhão de visualizações no YouTube. Escrevendo para a NPR, Sidney Madden descreveu o vídeo como "um caso limpo e vívido", comparando-o ao "I'm Still in Love with You", de Sean Paul, e "Hotline Bling", de Drake.

## Desempenho nas tabelas musicais
| Chart (2018)                              | Maior posição |
| ----------------------------------------- | ------------- |
| Alemanha (Official German Charts)         | 13            |
| Argentina (Argentina Hot 100)             | 17            |
| Argentina (Monitor Latino)                | 6             |
| Áustria (Ö3 Austria Top 40)               | 33            |
| Bélgica (Ultratop 50 de Flanders)         | 19            |
| Bélgica (Ultratop 40 de Valônia)          | 12            |
| Bolívia (Monitor Latino)                  | 1             |
| Brasil (Pro-Música)                       | 32            |
| Canadá (Canadian Hot 100)                 | 39            |
| Chile (Monitor Latino)                    | 4             |
| Colômbia (National Report)                | 2             |
| Costa Rica (Monitor Latino)               | 10            |
| Croácia (HRT)                             | 63            |
| Equador (National-Report)                 | 3             |
| El Salvador (Monitor Latino)              | 1             |
| Escócia (Scottish Singles Chart)          | 79            |
| Eslováquia (Singles Digital Top 100)      | 45            |
| Eslováquia (Rádio Top 100)                | 37            |
| Espanha (PROMUSICAE)                      | 1             |
| Estados Unidos (Billboard Hot 100)        | 41            |
| Estados Unidos (Hot Latin Songs)          | 1             |
| Estados Unidos (Pop Songs)                | 39            |
| Estados Unidos (Rhythmic Songs)           | 39            |
| França (SNEP)                             | 4             |
| Guatemala (Monitor Latino)                | 4             |
| Honduras (Monitor Latino)                 | 2             |
| Hungria (Dance Top 40)                    | 11            |
| Hungria (Single Top 40)                   | 37            |
| Hungria (Stream Top 40)                   | 32            |
| Irlanda (IRMA)                            | 67            |
| Itália (FIMI)                             | 1             |
| México (Billboard Mexico Airplay)         | 4             |
| México (AMPROFON)                         | 1             |
| Nicarágua (Monitor Latino)                | 3             |
| Noruega (VG-lista)                        | 24            |
| Países Baixos (Dutch Top 40)              | 3             |
| Países Baixos (Single Top 100)            | 5             |
| Panamá (Monitor Latino)                   | 2             |
| Paraguai (Monitor Latino)                 | 1             |
| Peru (Monitor Latino)                     | 1             |
| Polônia (Polish Airplay Top 100)          | 30            |
| Portugal (AFP)                            | 1             |
| Reino Unido (Official Charts Company)     | 51            |
| República Checa (Singles Digital Top 100) | 80            |
| República Dominicana (Monitor Latino)     | 1             |
| Romênia (Media Forest)                    | 2             |
| Russia (Tophit)                           | 78            |
| Suécia (Sverigetopplistan)                | 30            |
| Suíça (Schweizer Hitparade)               | 3             |
| Uruguai (Monitor Latino)                  | 3             |
| Venezuela (National-Report)               | 15            |

| Chart (2018)         | Maior posição |
| -------------------- | ------------- |
| Espanha (PROMUSICAE) | 15            |

| Chart (2018)                       | Posição |
| ---------------------------------- | ------- |
| Alemanha (Official German Charts)  | 44      |
| Argentina (Monitor Latino)         | 10      |
| Áustria (Ö3 Austria Top 40)        | 72      |
| Bélgica (Ultratop Flanders)        | 83      |
| Bélgica (Ultratop Wallonia)        | 53      |
| Canadá (Canadian Hot 100)          | 95      |
| Estados Unidos (Billboard Hot 100) | 90      |
| Israel (Galgalatz)                 | 35      |
| Itália (FIMI)                      | 8       |
| Países Baixos (Dutch Top 40)       | 44      |
| Países Baixos (Single Top 100)     | 24      |
| Romênia (Airplay 100)              | 11      |
| Suíça (Schweizer Hitparade)        | 11      |

## Vendas e certificações
| Região | Certificação | Vendas/distribuição |
| --- | ------------ | ------------------- |
| Bélgica (BEA) | Ouro         | 15,000*             |
| França (SNEP) | Diamante     | 233,333*            |
| Itália (FIMI) | 2× Platina   | 100,000‡            |
| Países Baixos (NVPI) | Platina      | 20,000*             |
| Polônia (ZPAV) | Platina      | 10,000*             |
| Portugal (AFP) | Ouro         | 5,000‡              |
| Suíça (GLF) | 2× Platina   | 60,000^             |
| Remix |              |                     |
| Espanha (PROMUSICAE) | Ouro         | 20,000*             |
| *vendas baseadas apenas na certificação ^distribuições baseadas apenas na certificação ‡dados de streaming baseados somente em certificação |              |                     |